# 성 바르톨로메오 대성당 (플젠)

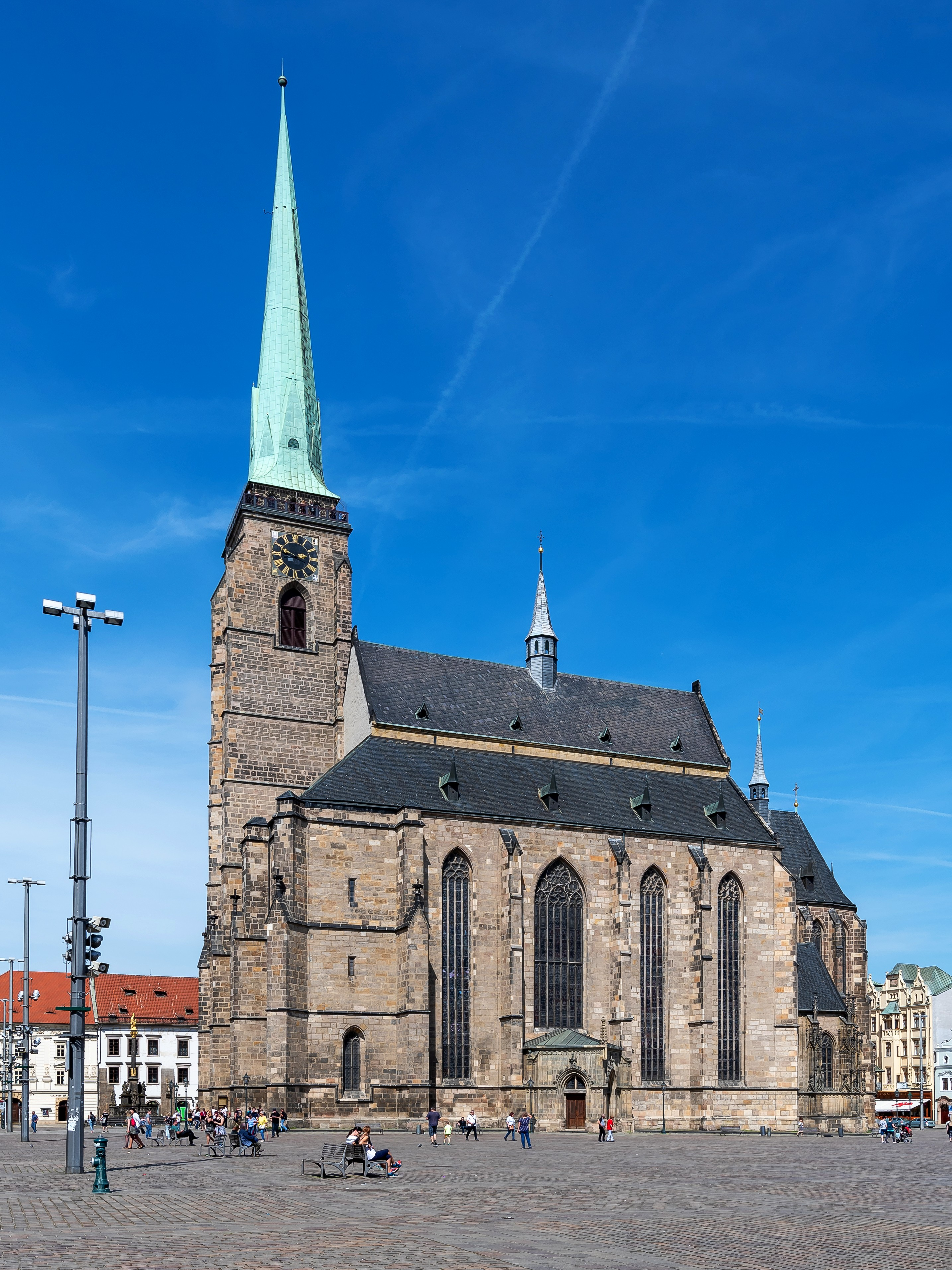
성 바르톨로메오 대성당

성 바르톨로메오 대성당(체코어: Katedrála svatého Bartoloměje)은 체코 플젠 공화국 광장에 있는 고딕 양식의 대성당이다. 1295년경에 도시와 함께 건립되었을 것으로 추정되며 플젠 교구가 설립된 1993년에 대성당이 되었다. 1995년에 체코의 국가 문화 기념물로 지정되었다.